# Bil'arab bin Sultan
Bil'arab bin Sultan (in arabo بلعرب بن سلطان اليعربي‎?; Salalah, ... – Jabrin, 1692), è stato sultano di Mascate dal 1679 al 1692.

## Regno

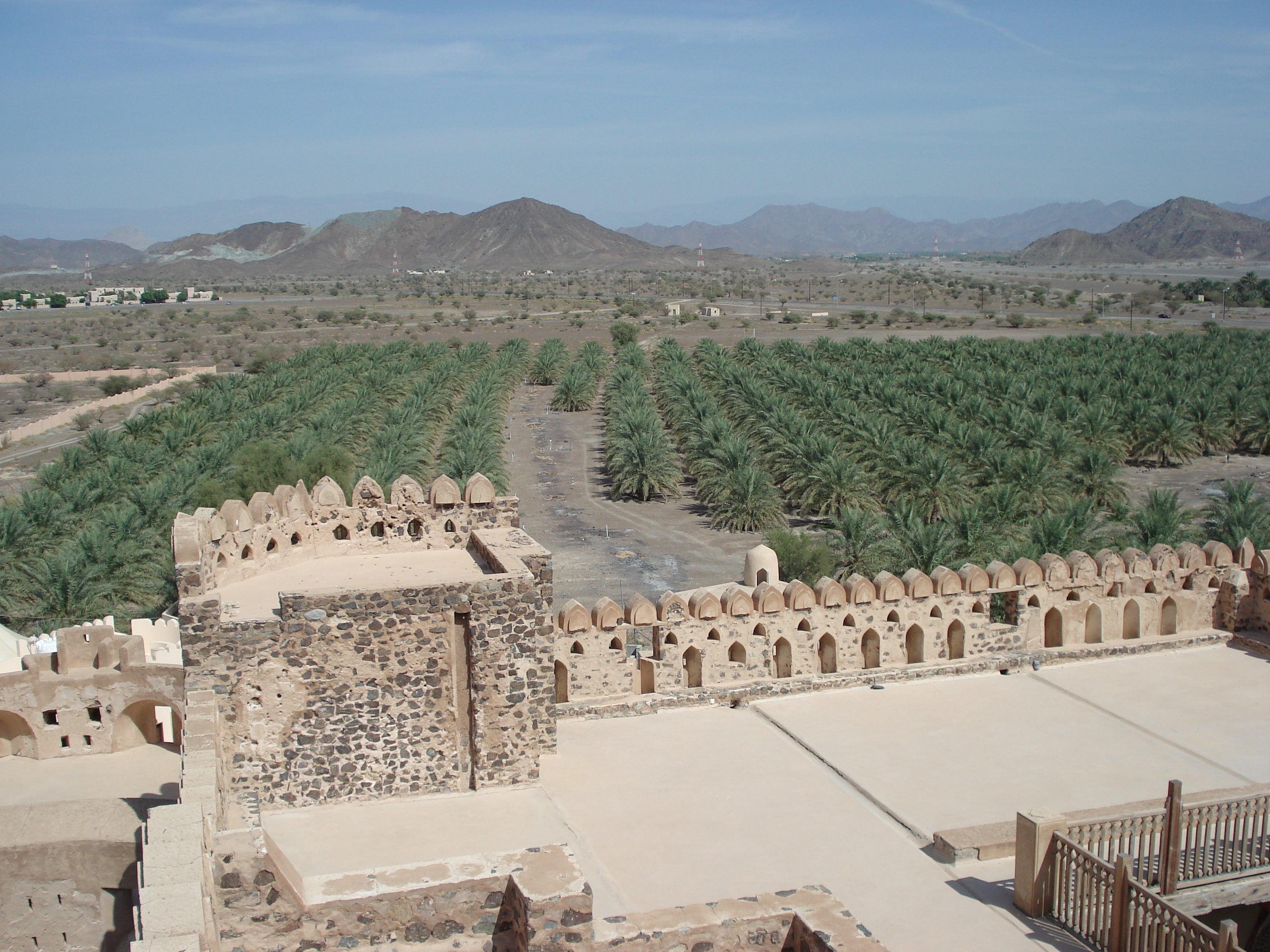
Veduta del forte di Jabrin.

Bil'arab bin Sultan succedette al padre nell'ufficio di imam nel 1679. Ciò confermò che la successione era ormai ereditaria, poiché anche suo padre aveva preso il potere in modo dinamico anche se nella tradizione ibadita gli imam vengono eletti. È noto per aver costruito un forte a Jabrin. Nella stessa città fondò quella che è considerata una delle più importanti scuole pubbliche del paese che dotò anche di biblioteca, moschea e residenza interna per insegnanti. In questo istituto venivano insegnate discipline come medicina, chimica, letteratura, diritto, lingue, giurisprudenza, storia e astronomia. Di fatto era un'università fiorente che istruì generazioni intere di studiosi omaniti.
Per gran parte del suo regno fu occupato in una lotta con suo fratello, Sayf, che gli succedette quando morì a Jabrin nel 1692.